# 米高·巴穆
米高·巴穆（英語：Michael Baum；1937年—），倫敦大學學院 (UCL)名譽外科教授和客席醫學人文學教授，是英國腫瘤外科學著名學者，專長為乳癌治療。他亦因對病人生活質素的評估及貢獻而聞名。他是倫敦國王學院，皇家馬斯頓醫院及的外科教授。亦因其批評 替代医学而著稱。
2007年，因治療乳癌的貢獻，巴穆獲頒聖加侖終身成就獎。